# کنوانسیون
کنوانسیون یا مقاوله‌نامه یا  موافقت نامه (به فرانسوی: Convention internationale) (به انگلیسی: Convention) نوعی معاهده است (مانند کنوانسیون ژنو و مقاوله‌نامهٔ منع کار اجباری) که با هدف تدوین قواعد حقوقی و مهمِ مابین کشورهای مختلف تنظیم و بسته می‌شود. آیین‌نامه اجرایی قانون حفظ و تثبیت کناره و بستر رودخانه‌های مرزی کنوانسیون یا مقاوله‌نامه را صورتجلسه‌ای تعریف کرده است که نمایندگان دو یا چند دولت در پایان مذاکرات به امضا می‌رسانند یا سندی دانسته است که به منظور توضیح، تفسیر، تعدیل یا تصحیح موادی از عهدنامه و موافقتنامه اصلی تنظیم می‌شود و معمولاً جزئی از آن به شمار می‌رود.
کنوانسیون یک نوع از اقسام چهارگانه معاهده‌های بین‌المللی به شمار می‌رود که بین چند کشور به امضاء می‌رسد تا دربارهٔ یک یا چند موضوع مقرراتی را بین خود تنظیم و اجرا کنند. معاهده عبارت است از یک توافق کتبی که به وسیلهٔ آن دو یا چند دولت یا سازمان بین‌المللی رابطه ای بین خود در قلمرو حقوق بین‌الملل ایجاد می‌کنند. یا در صدد ایجاد آن هستند. در تعریف دیگر گفته می‌شود معاهده بین‌المللی به هر اسمی خوانده شود عبارت از قراردادی است که بین تابعین حقوق بین‌الملل به‌منظور تولید بعضی آثار حقوقی منعقد می‌شود. دو مفهوم یاد شده از معاهده بین‌المللی ناظر به معنای عام و وسیع معاهده است. اما معاهده در معنای خاص به قسمی که در کنوانسیون وین ۱۹۶۹ آمده عبارت است از توافق بین دولت‌ها، به شمول حقوق بین‌الدول است که به صورت کتبی منعقد گردیده‌است، با قطع نظر از اینکه در یک یا چند سند تنظیم شده باشد. در این تعریف معاهده اعم از موافقت نامه است. هر معاهده خود یک توافق‌نامه هم می‌باشد اما عکس قضیه صادق نیست.
طبق ماده ۱۹ اساسنامه سازمان بین المللی کار، دولت های عضو موظف شده‌اند که ظرف مدت یک سال و یا نهایتا ۱۸ ماه مقاوله‌نامه‌های سازمان بین‌المللی کار را برای تصویب در نظام حقوقی‌شان، به مرجع صلاحیت‌دار یعنی قوهٔ مقننه ابلاغ نمایند. با این حال، تصویب یا عدم تصویب مقاوله‌نامه‌های سازمان بین‌المللی کار توسط دولت‌ها به نوعی جزء صلاحیت‌های اختیاری قوه مقننه محسوب می‌شود و کشورها الزامی جهت تصویب آنها نخواهند داشت.

## کنوانسیون‌های پیوسته‌شدهٔ ایران
کشور ایران از مجموعه مقاوله‌نامه‌هایی که توسط سازمان بین‌المللی کار صادر شده است، تنها به تعدادی از آنها پیوسته است که مقاوله‌نامه‌های سازمان بین‌المللی کار در حقوق ایران عبارتند از:
1. مقاوله‌نامهٔ تعطیل هفتگی در صنعت؛ تاریخ الحاق در سال ۱۳۵۱
2. مقاوله‌نامهٔ رفتار بین کارگران داخلی و خارجی؛ تاریخ الحاق در سال ۱۳۵۱
3. مقاوله‌نامهٔ کار اجباری؛ تاریخ الحاق در سال ۱۳۳۶
4. مقاوله‌نامهٔ حمایت از دستمزد؛ تاریخ الحاق در سال ۱۳۵۱
5. مقاوله‌نامهٔ تساوی پرداخت؛ تاریخ الحاق در سال ۱۳۵۱
6. مقاوله‌نامهٔ منع مجازات های کیفری کارگران؛ تاریخ الحاق در سال ۱۳۳۸
7. مقاوله‌نامهٔ منع کار اجباری؛ تاریخ الحاق در سال ۱۳۳۷
8. مقاوله‌نامهٔ تعطیل هفتگی در تجارت و ادارات؛ تاریخ الحاق در سال ۱۳۴۶
9. مقاوله‌نامهٔ اسناد هویت دریانوردان؛ تاریخ الحاق در سال ۱۳۴۵
10. مقاوله‌نامهٔ تبعیض در اشتغال و حرفه؛ تاریخ الحاق در سال ۱۳۴۳
11. مقاوله‌نامهٔ سیاست در اشتغال؛ تاریخ الحاق در سال ۱۳۵۱
12. مقاوله‌نامهٔ کنوانسیون بدترین شکل‌های کار کودکان؛ تاریخ الحاق در سال ۱۳۸۰
13. مقاوله‌نامهٔ توسعه منابع انسانی ؛ تاریخ الحاق در سال ۱۳۸۵